# Raunchy
Raunchy — датская группа, играющая смесь современного металкора, индастриала, трэша и мелодик дэт-метала.
Raunchy переводится с английского как «распутный», «неряшливый».

## Текущий состав
- Майк Семески (Mike Semesky) — вокал
- Йеспер Тилстед  (Jesper Tilsted) — гитара
- Ларс Кристенсен (Lars Christensen) — гитара
- Йиппи Кристенсен  (Jeppe Christensen) — вокал, клавишные, программирование
- Йеспер Квист (Jesper Kvist) — бас-гитара
- Мортен Тофт Хансен (Morten Toft Hansen) — ударные

## История
Группа была образована в 1994 году. Однако до выхода полноценной дебютной пластинки (разные их песни и так попадали в различные сборники) пришлось ждать почти 7 лет. Местный лейбл Drug(s) издал дебютную пластинку Velvet Noise в 2001 году, а годом позже она была переиздана Nuclear Blast Records, что позволило группе стать более известной в Европе. Спустя 2 года выходит их второй альбом Confusion Bay, который также был издан Nuclear Blast Records (в России компанией Irond Records). В 2005 году группа разрывает соглашение с Nuclear Blast Records и начинает поиски нового лейбла, в связи с чем откладывается выход уже практически полностью записанного нового альбома. Подписав контракт с LifeForce Records в конце 2005 года, группа объявила о дате выхода нового альбома. И в начале 2006 года выпустила свой третий альбом Death Pop Romance.
Все их пластинки были спродюсированы небезызвестным в России Якубом Хансеном, который также продюсировал два альбома Amatory («Неизбежность» 2004 и «Книга мёртвых» 2006).
Группа является регулярным участником музыкальных фестивалей (Full Force, Wacken, Roskilde и других) проходящих в Европе.
В 2010 году группа закончила работу над своим новым, пятым по счёту студийном альбомом, который получил название A Discord Electric.

## Дискография

### Номерные альбомы
|   | Название               | Лейбл                 | Год выпуска |
| - | ---------------------- | --------------------- | ----------- |
| 1 | Velvet Noise           | Nuclear Blast Records | 2001        |
| 2 | Confusion Bay          | Nuclear Blast Records | 2003        |
| 3 | Death Pop Romance      | LifeForce Records     | 2006        |
| 4 | Wasteland Discotheque  | LifeForce Records     | 2008        |
| 5 | A Discord Electric     | LifeForce Records     | 2010        |
| 6 | Vices.Virtues.Visions. | Massacre Records      | 2014        |

### Синглы
| Название     | Лейбл        | Год выпуска |
| ------------ | ------------ | ----------- |
| Decemberklar | selfreleased | 2002        |